# Detthold Aden
Detthold Aden (* 21. Februar 1948 in Wilhelmshaven) ist ein deutscher Manager und war bis zum 31. Mai 2013 Vorsitzender des Vorstandes der BLG-Logistikgruppe in Bremen.

## Biografie

### Beruflicher Werdegang

#### Jugend und erster Aufstieg
Detthold Aden absolvierte nach der Mittleren Reife eine Ausbildung zum Speditionskaufmann bei der Firma Güter-Schnell-Verkehr Carl Graetz in Wilhelmshaven. Danach diente er als Wehrpflichtiger bei einem Luftwaffen-Ausbildungsregiment. In den 1970er Jahren wurde er Geschäftsleitungs-Assistent beim Speditionsunternehmen Steinle in Stuttgart und um 1974 kaufmännischer Leiter des Frankfurter Speditionshauses Brömme.

#### Bei UPS
1976 wurde er Gründungsgeschäftsführer beim Logistikunternehmen und Paketdienst United Parcel Service (UPS) in Deutschland. Ab 1979 war er Alleinvertretungsberechtigter Geschäftsführer des United Parcel Service und ab 1981 Vize-Präsident und Generalbevollmächtigter für Europa.

#### Wechsel zu Bertelsmann
Bertelsmann-Chef Reinhard Mohn warb 1982 Aden für die Aufgaben des Paketversandes in dem Verlags- und Medienkonzern ab. Er wurde Geschäftsführer einer Bertelsmann-Tochter für die Verlagsauslieferung (heute Arvato). 1987 erhielt er den Deutschen Logistik-Preis. Er blieb sechs Jahre beim Konzern in Gütersloh.

#### Zeit bei Thyssen
Nach der Bertelsmannzeit war Aden für nur zwei Jahre Geschäftsführer der Union Transport Gruppe. 1989 kam es unter seiner Leitung zum Verkauf an Nedlloyd. 1990 wechselte er erneut, nunmehr zum Stahlkonzern Thyssen, heute ThyssenKrupp AG. Bei der Thyssen Haniel Logistik GmbH in Düsseldorf wurde er Vorstandsvorsitzender und fünf Jahre später (1995) zusätzlich Mitglied des Vorstandes der Thyssen Handelsunion. Ab 1997 begannen die Fusionsgespräche zwischen den Firmen Thyssen AG und Fried. Krupp AG Hoesch-Krupp. Krupp-Chef Gerhard Cromme und Thyssen-Manager Ekkehard Schulz wurden 1999 Vorstandsvorsitzende und der bisherige Thyssen-Chef und Aden-Förderer Dieter H. Vogel schied 1998 aus. Aden wechselte wiederum.

#### Vorstandsvorsitzender bei der BLG

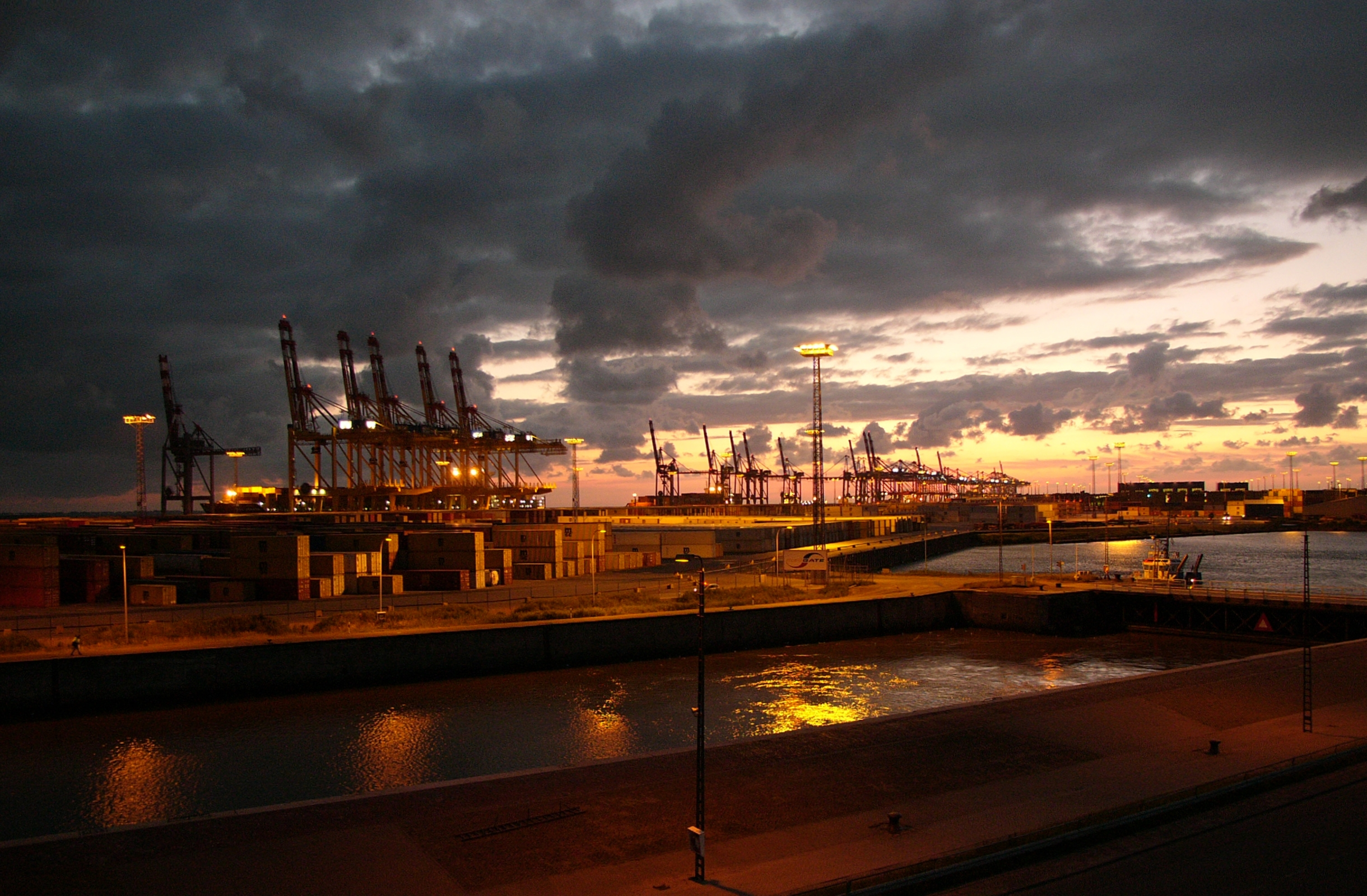
Bremerhaven: Containerterminal

1999 wurde Aden Vorsitzender des Vorstandes der BLG Logistics Group. „Wachsen oder weichen“ kommentierte Aden den Wettbewerb der Häfen in Hamburg, Bremerhaven, Rotterdam und Antwerpen. Aden zu seiner „Vertieften Wertschöpfung“: „Wir betreiben die größte Autowerkstatt Europas“. 2013 ging Aden in Rente.

### Bremer Unternehmergespräche
Detthold Aden rief die Bremer Unternehmensgespräche ins Leben. Heute laden zu dieser regelmäßigen Veranstaltung im Bremer Rathaus neben der BLG Logistics der Senator für Wirtschaft, Arbeit und Häfen und die Handelskammer Bremen ein.

### Weiteres
Aden war bis 2010 Präsident des Zentralverbandes der Deutschen Seehafenbetriebe (ZDS), bis 2013 Honorarkonsul Finnlands. Er war Mitglied im Präsidium der Handelskammer Bremen und im Präsidium des Deutschen Verkehrsforums in Berlin. Er ist seit 2003 Ehrenmitglied der Bundesvereinigung Logistik (BVL). Seit 2002 ist er Kaufmännisches Mitglied von Haus Seefahrt. Seit 1999 engagiert er sich im Rotary-Club Bremen.

### Privates
2018 hat er in dritter Ehe die Brasilianerin/Italienerin Jussara Dotti geheiratet.

### Ehrungen
- 2013: Verleihung des Logistikpreises der Kieserling Stiftung[10]
- 2013: Verleihung des Ritterkreuzes erster Klasse des Ordens des Löwen von Finnland[11]
- 2013: Verleihung des Ehrenschild der Stadt Wilhelmshaven und des CzW[12]
- 2015: Träger des AMW Award 2015 der Hochschule Bremen